# Salische Wet

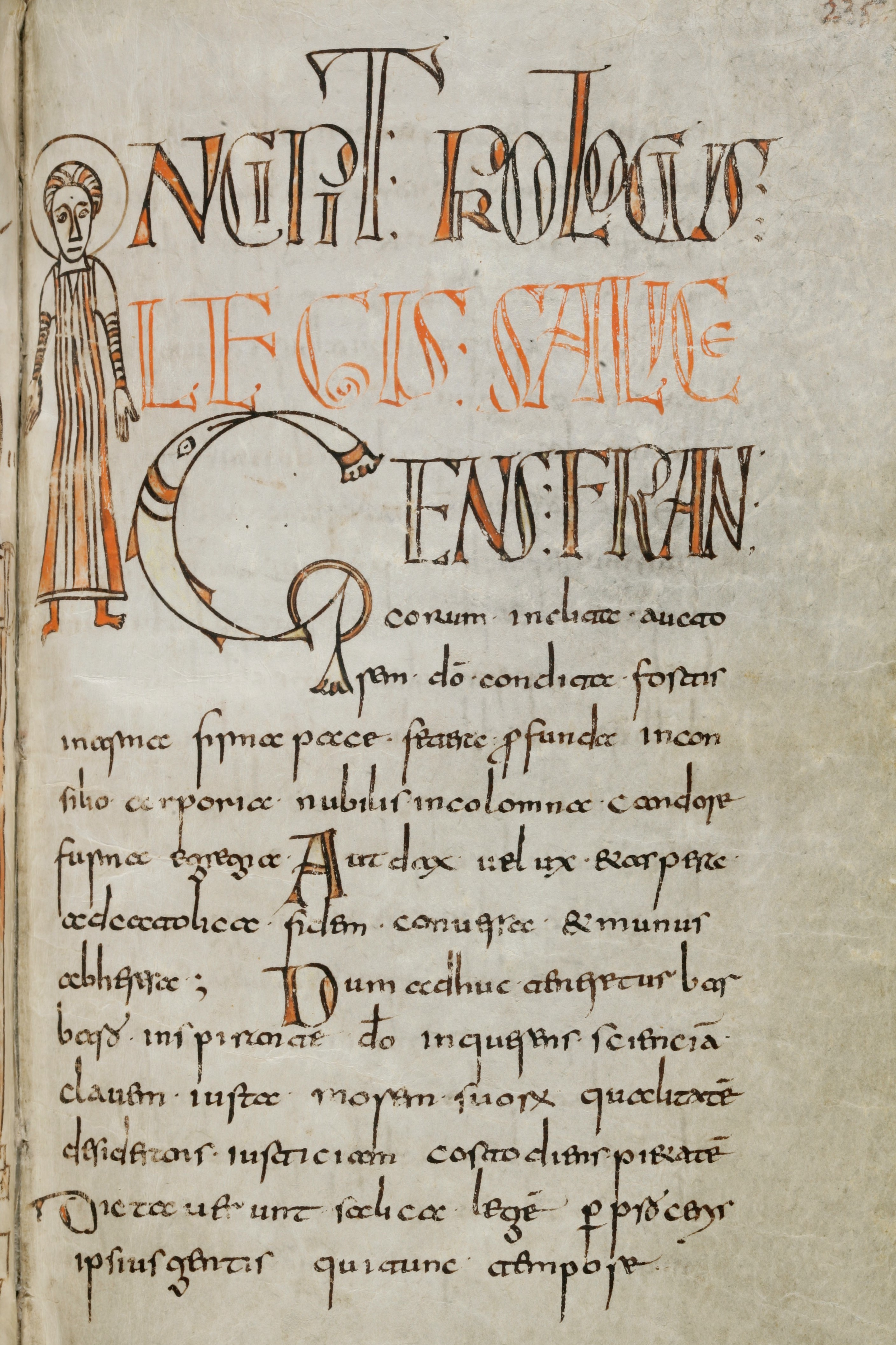
De Salische Wet in het Wandalgarius-handschrift uit 794 (St. Gallen, Stiftsbibliothek, Cod. Sang. 731)

Als iemand een vrije Frank of barbaar die onder de Salische wet leefde heeft gedood en zijn daad wordt bewezen, wordt hij veroordeeld tot 8000 denarii, dat zijn 200 solidi.

Als iemand een graaf heeft gedood, wordt hij veroordeeld tot 24.000 denarii, dat zijn 600 solidi.

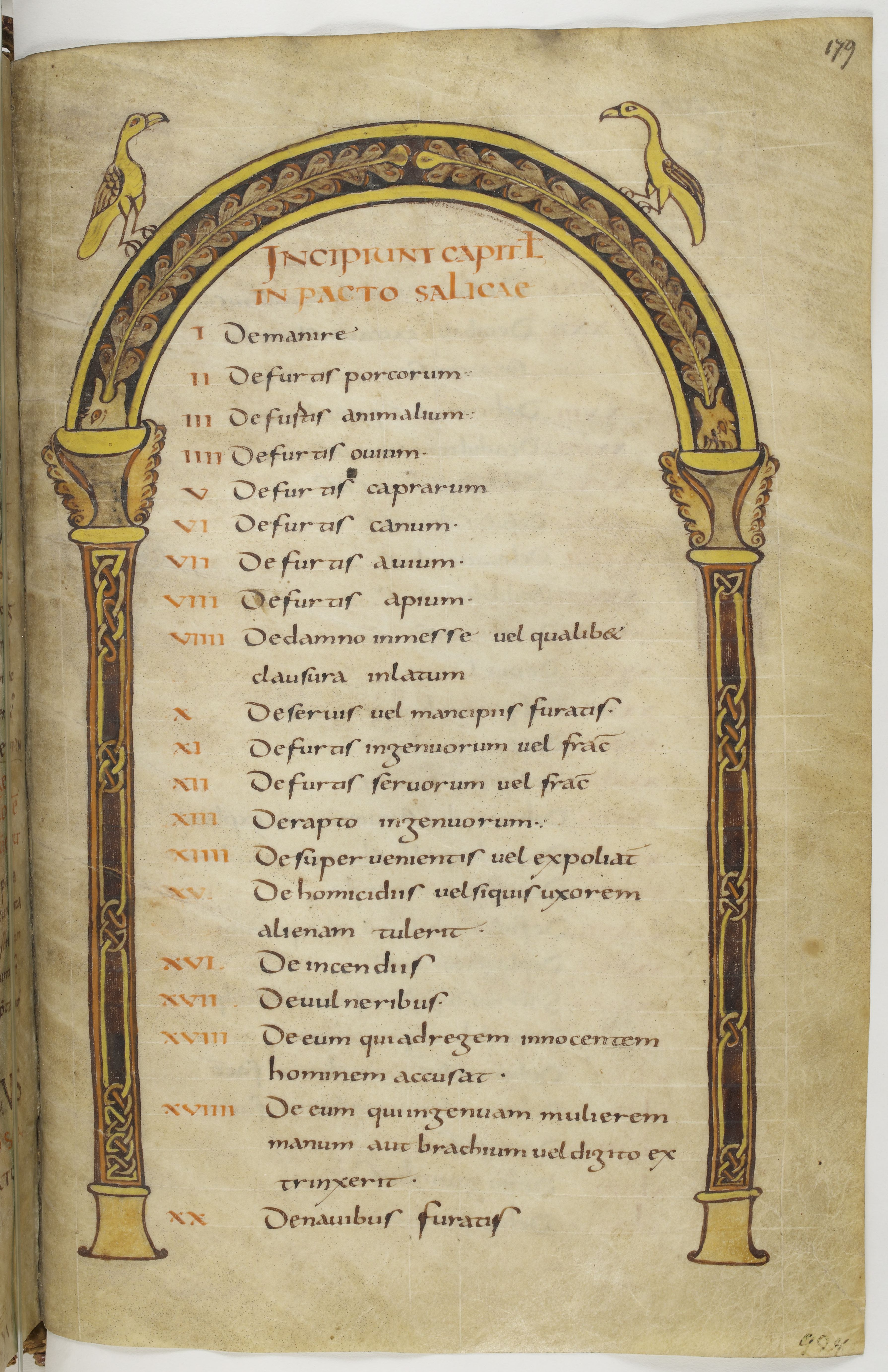
De Salische Wet in een manuscript uit het begin van de 9e eeuw (Parijs, Bibliothèque nationale de France, ms. Lat. 4404, f179r)

De Salische Wet, in het Latijn de Lex Salica of het Pactus legis Salicae, is een wetboek van de Salische Franken, samengesteld door koning Clovis in de vierde of vijfde eeuw. In het boek zijn de tot dan toe mondeling overgeleverde regels van gewoonterecht die bij de Salische volken golden, opgeschreven. Als hoofdtaal werd Latijn gebruikt terwijl er ook vroege vormen van het Nederlands te vinden zijn. Inhoudelijk bestreek het belangrijke terreinen als erfrecht, eigendomsrechten en straffen voor overtredingen ten aanzien van eigendommen of personen. De invloed van het Romeinse recht  en Rooms-Katholiek kerkelijk recht was niet groot. Traditioneel wordt deze codificatie gesitueerd in de jaren 507-511, al is recent ook 475-487 voorgesteld.
De regels in het wetboek bleven nagenoeg gelijkluidend onder de Merovingen maar werden hervormd onder Karel de Grote. In een meer specifieke betekenis duidt Salische Wet vanaf de 15e eeuw ook op de uitsluiting van vrouwelijke troonopvolging, gebaseerd op de herontdekking en instrumentalisering van een bepaling uit het oorspronkelijke wetboek.
Het wetboek heeft eeuwenlang grote invloed gehad op de rechtsvorming in grote delen van Europa, in het bijzonder het huidige Duitsland, Oostenrijk, de Balkan, Centraal Europa, Nederland, België en delen van Italië en Spanje. Er zijn tientallen manuscripten bewaard gebleven uit de 6e tot de 8e eeuw en enkele uit de 9e eeuw.

## Geschiedenis
Vanaf de vierde eeuw trokken meerdere stammen weg uit hun woongebieden in Azië, Centraal - en Oost Europa en vestigden zich onder andere op grondgebied van het in verval rakende West-Romeinse Rijk. Dit is later door historici beschreven als de grote volksverhuizing, maar deze bestond uit veel verschillende migratiebewegingen. Zo trokken Germaanse stammen van de Franken de provincie Gallia Belgica binnen en vestigden daar geleidelijk het Frankische Rijk. In het gebied van koning Clovis leefden verschillende stammen en families met eigen gebruiken en regels. Onder Romeinse invloed liet de koning ca. 507-511 (of misschien ruim eerder) het gewoonterecht van zijn volk op schrift stellen (codificatie), terwijl tegelijk het bestaande recht van verschillende andere volken in het snel expanderende rijk werd gerespecteerd. Het lijkt erop dat de nieuwe heersers de coëxistentie van rechtsordes hebben willen garanderen, maar binnen deze legale diversiteit de Franken een aparte plaats hebben gegeven. De Lex Salica onderscheidde hen van de Gallo-Romeinen. De Salische Wet zelf is enigszins beïnvloed door het Romeins recht en men vindt er dus rechtsfiguren en leerstukken uit de Codex Justinianus.
De tekst is overgeleverd in een negentigtal handschriften, waaruit het bestaan van verschillende versies wordt afgeleid:
(A) Recensio Chlodovea (oorspronkelijke tekst van Clovis met 65 titels)
(C) Recensio Guntchramna (editie onder Gontram van Bourgondië met ook 65 titels)
(D) Recensio Pippina (100 titels onder Pepijn de Korte, ca. 763-764)
(E) Lex Salica emendata (samengesteld onder Karel de Grote, ca. 779 of 798)
(K) Lex Salica Karolina (nieuwe redactie in 70 titels onder Karel de Grote, ca. 802-803)
(S) Systematische redactie van Lupus van Ferrières voor markgraaf Eberhard van Friuli
(V) Fragment van een Oudhoogduitse vertaling.
Manuscripten met de drie Merovingische versies zijn veel zeldzamer dan met de Karolingische teksten, waarvan vooral de Lex Salica Karolina frequent is overgeleverd. Veel edities werden voorafgegaan door een proloog met contextuele informatie. De proloog van de recensio Pippina verheerlijkte de Franken als een katholiek geworden volk dat superieur was aan de Romeinen. Afgaand op de weggevallen zinnen en woorden en op andere redactionele slordigheden, begreep men de archaïsche tekst niet meer ten volle en had het vermenigvuldigen vooral tot doel de Frankische eigenheid te onderstrepen. Ook onder Karel de Grote moet die symbolische functie nog hebben vooropgestaan. De oude teksten bleven trouwens circuleren naast de nieuwe.

## Inhoud
Het wetboek is in essentie voorchristelijk en weerspiegelde de bekommernissen van agrarische grondbezitters die heersten over vrouwen, halfvrijen en slaven. Het behandelt erfeniskwesties, het sluiten van overeenkomsten, diefstal, moord en geweldplegingen. Vrouwen hadden juridisch een ondergeschikte positie aan mannen en hadden bijvoorbeeld geen algemeen recht om te erven, wat later voor de ontwikkeling van bijvoorbeeld Europese vorstenhuizen van belang zou zijn. Wel konden ze bij huwelijk bezittingen van de vader meekrijgen die door de huwelijkspartner werden beheerd. Bij het strafrecht bestonden de straffen voor mensen met bezit bijna allemaal uit geldboetes, voor mensen die geen geld of bezit hadden, uit lijfstraffen. De geldstraffen lagen hoger dan bij andere volken en volksverbonden in de omgeving als de Friezen, Bourgondiërs en Allemannen. De hoogte van de straf hing af van de daad die was gepleegd, maar ook van de stand van degeen die was benadeeld. Hoe hoger de stand van de benadeelde, hoe hoger de straf. Op uitschelden stond ook een relatief hoge straf. Het strafrecht werd niet uitgevoerd door een overheidsorgaan met openbare aanklager omdat er in die tijd nog geen overheid bestond zoals we deze nu kennen. Een benadeelde, of als er iemand was vermoord diens familie, diende een klacht in bij de plaatselijke graaf, die de zaak behandelde. Een derde deel van de te betalen geldstraf ging naar de graaf, die daarvan een deel aan de koning moest afgeven, de rest kwam ten goede aan de benadeelde, of diens familie.
De doodstraf kwam slechts voor in drie gevallen: indien men zonder enige aanleiding een ander doodde, als men iemand verkrachtte, of als men de vrouw van zijn vader huwde. Op een "gewone" moord stond een geldboete van 200 solidi. Indien de beklaagde deze som niet kon betalen aan de familie, moest zijn familie hem helpen aan deze som te komen. Lukte dit niet, dan werd de beklaagde verbannen of werd hij een slaaf van de familie van de vermoorde.

## Evolutie van het recht
De Salische Wet hoort tot het Oudgermaanse recht, waartoe ook de door Bourgondiërs en Visigoten opgestelde wetten hoorden. Van de drie codificaties bevatte de Lex Salica het meest Oudgermaanse recht. Voorheen gold het personaliteitsbeginsel, dat wil zeggen dat elke misdaad werd berecht volgens de regels van de eigen stam door de eigen stam, ook al was de daad elders gepleegd. De Salische Wet zorgde voor een meer uniforme rechtspraak. Geleidelijk aan werd de Salische Wet vervangen door modernere rechtssystemen. In de late middeleeuwen was zij zo goed als in de vergetelheid geraakt.

## Patriarchale erfopvolging
De Salische wetten bepalen dat vrouwen geen grond erven, ook niet als er geen mannelijke erfgenamen zijn: „De terra autem Salica nulla in muliere hereditas est, sed ad virilem sexum, qui fratres fuerint, tota terra pertineat.“ ofwel: "Van het Salische land zal geen deel van de erfenis naar een vrouw komen, maar de hele erfenis van het land zal naar het mannelijke geslacht komen." Het was mogelijk daar bij testament van af te wijken. De Franken verdeelden bij de dood van de regerende koning diens rijk gelijkelijk onder diens zoons. Dit zou eeuwenlang beurtelings tot versnippering en hereniging van het Frankenrijk leiden. Nadat de Karolingers voorgoed uit het landsbestuur  verdwenen waren, ging men over op het klassieke Griekse principe van vererving door alleen de oudste zoon, het primogenituur in patriarchale lijn.

### Vorstenhuizen
In Frankrijk onderging mannelijke opvolging een herleving ten gevolge van de Honderdjarige Oorlog. Achter elkaar stierven de drie broers Lodewijk X (1316), Filips V (1322) en Karel IV (1 februari 1328) en daarmee kon de koning van Engeland, die een zoon was van hun zuster Isabella (de "wolvin van Frankrijk"), aanspraken maken op de troon. In de Franse lenen was erfopvolging door vrouwen heel gewoon en het trouwen met een erfdochter was een belangrijk middel om de huismacht uit te breiden. Lodewijk X had een dochter (Johanna II van Navarra), maar haar voogd had in haar naam afstand gedaan – van rechten die dus wel degelijk bestonden – om de opvolging van Filips V mogelijk te maken. De Franse adel zag in 1328 echter liever niet de Engelse en Franse kroon verenigd in één persoon, en zo ging de kroon naar een neef, Filips VI van Valois, die daarmee het huis Valois op de troon van Frankrijk bracht. Aanvankelijk erkende Eduard III van Engeland deze op de troon, maar enige jaren later probeerde zijn Franse neef diens Franse bezittingen vervallen te verklaren. Dit conflict was de aanleiding tot de Honderdjarige Oorlog, waarin Eduard zich alsnog tot koning van Frankrijk uitriep. In latere jaren haalden juristen van het Franse hof de Salische Wet uit de oude doos om de aanspraken van Valois en de gebeurtenissen van 1328 te rechtvaardigen. Het patriarchale erfopvolgingsprincipe werd zo een hoeksteen van het Franse koninkrijk.
België heeft het principe van erfopvolging uit de Salische Wet als een van de laatste landen in Europa afgeschaft in 1991 om uit te sluiten dat Laurent van België ooit koning zou worden in het geval Filip van België enkel vrouwelijke nakomelingen zou hebben. Sindsdien kunnen ook vrouwen koning der Belgen worden. Zweden was ook vrij laat: 1979. De inwoners van Denemarken stemden in juni 2009 tijdens een referendum in ruime meerderheid voor het afschaffen van de Salische erfopvolging. In Denemarken was dat eerder een theoretische kwestie, er zat al een koningin op de troon, Margrethe II. In andere landen, zoals Nederland en het Verenigd Koninkrijk, is het principe eerder afgeschaft en zijn er verschillende vrouwelijke koningen geweest.
Soms leidde de afschaffing van de Salische Wet tot heel wat controverse en zelfs tot verscheidene burgeroorlogen, zoals in Spanje. Daar werd de afschaffing ervan in de 18e eeuw door Ferdinand VII betwist, wat leidde tot het ontstaan van het carlisme en tot vier burgeroorlogen. Ook nu nog is de Salische Wet in mindere mate in Spanje van kracht; als een monarch geen zonen heeft kan zijn dochter erven.
De Salische Wet was ook de reden dat de personele unie tussen het groothertogdom Luxemburg en het Koninkrijk der Nederlanden werd beëindigd. Luxemburgs groothertog, tevens koning Willem III der Nederlanden, die in 1890 stierf, had geen mannelijke erfgenamen zodat Luxemburg in dat jaar als grondgebied uit de personele unie viel. In Nederland werd de tienjarige Wilhelmina koningin. Deze gelegenheid werd aangegrepen om een andere tak van het Huis Nassau op de Luxemburgse troon te brengen; namelijk een telg van het geslacht Nassau-Weilburg.
Japan nam in 1889 in navolging van de grondwet van het koninkrijk Pruisen de Salische erfopvolging op in de Meiji-grondwet. Eerder waren er tussen de zesde en de achttiende eeuw acht keizerinnen geweest, doch geen enkele was van een vrouwelijke afstammingslijn. De Japanse Grondwet van 1947 verwijst naar de Wet op het Keizerlijk Huis, die nu de Salische Wet bevat. Toen het er op leek dat de zoons van keizer Akihito geen mannelijke nakomelingen zouden krijgen, werd in de Japanse media geopperd om deze wet te amenderen. Na de geboorte van prins Hisahito in 2006 verstomde de discussie. In maart 2021 werd de kwestie echter weer actueel, toen door de Japanse regering een commissie werd ingesteld om advies uit te brengen of erfopvolging in alleen mannelijke lijn moest worden voortgezet.

## Oudnederlands en de Salische Wet

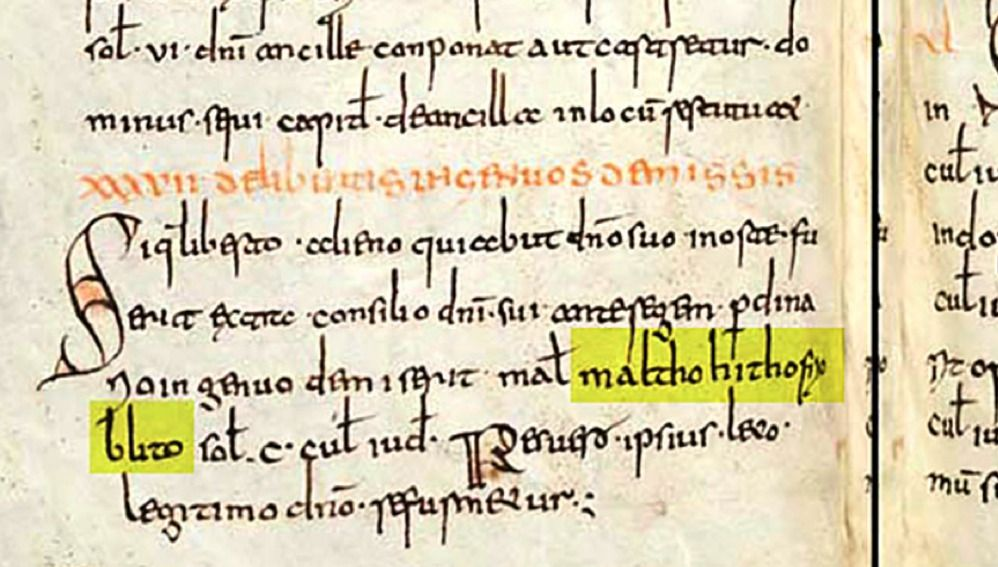
"Maltho thi afrio lito" uit de Lex Salica, geel gemarkeerd (niet origineel)

In de 'malbergse glossen' () bij de Lex Salica komen Frankische woorden voor en zelfs een enkel volledig zinnetje dat als oudste zin in het Oudnederlands beschouwd wordt:
| Maltho,  | thi | afrio      | lito |
| Ik meld, | jou | bevrijd ik | laat |
Deze formule werd gebruikt bij de vrijlating van lijfeigenen. Taalkundig zijn deze restjes van de Frankische taal bijzonder belangrijk omdat de schrijftaal onder de Franken namelijk vrijwel uitsluitend Latijn was. Met volle steun van de Frankische koningen werd in de Karolingische tijd zelfs een oudere vorm van het Latijn aan de vergetelheid ontrukt en tot (broodnodig) bindend element van het Frankische Rijk gemaakt.
Vaak wordt het zinnetje Hebban olla vogala uit de elfde eeuw als het oudste overblijfsel van een taalkundige voorouder van het Nederlands aangehaald, maar de geschiedenis van het geschreven 'Nederlands' gaat dus zeker nog een eeuw of vijf verder terug.

## Uitgaven en vertalingen
- F.J.E. van Zinnicq Bergmann, De Salische wet (Pactus legis Salicae). Haar oorsprong, voortgang en werking, vertaling en vertolking, 's-Hertogenbosch, Van Heusden, 1875 (tweetalige editie Latijn-Nederlands)
- Dr. Knut Jungbohn Clement, Recht der Salische Franken, Berlin, Verlag Theodor Hofmaan, 1879
- Jan Hendrik Hessels, Lex Salica. The Ten Texts with the Glosses and the Lex Emendata, London, 1880
- H.F.W.D. Fischer (ed.), Leges barbarorum in usum studiosorum, vol. I, Pactus legis Salicae, Leiden, Brill, 1948
- Karl August Eckhardt (ed.), Pactus legis Salicae, Hannover, Hahn, 1962 (= Monumenta Germaniae historica. Leges nationum Germanicarum, vol. 4-1)
- Karl August Eckhardt (ed.), Lex Salica, Hannover, Hahn, 1969 (= Monumenta Germaniae historica. Leges nationum Germanicarum, vol. 4-2)
- Theodore John Rivers (ed.), Laws of the Salian and Ripuarian Franks, 1986. ISBN 0404614388
- Katherine Fischer Drew, The Laws of the Salian Franks, 1991. ISBN 081221322X (Engelse vertaling van het Pactus legis Salicae en de Lex Salica Karolina)